# Arthmius morsus
Arthmius morsus är en skalbaggsart som beskrevs av Fletcher 1932. Arthmius morsus ingår i släktet Arthmius och familjen kortvingar. Inga underarter finns listade i Catalogue of Life.